# Крус, Тони
Арнольди Антони «Тони» Крус (англ. Arnoldi Anthony "Tony" Cruz; родился 18 августа 1986 года в городе Палм-Бич, Флорида) — американский бейсболист, выступающий за клуб главной лиги бейсбола «Канзас-Сити Роялс». Играет на позиции кэтчера.

## Карьера
Выбран «Кардиналами» в 26 раунде драфта 2007 года. 23 мая 2011 года был вызван в МЛБ вместо Джеральда Лайрда, который был помещён в 15-дневный лист травмированных. 24 мая 2011 года дебютировал в «Сент-Луисе» в поединке против «Падрес». Он вышел пять раз на биту и выбил три хита (два сингла и один дабл). 12 августа переведён обратно в майнор-лигу.
23 июня 2011 года выбил первые два RBI в поединке против «Филлис».
27 июня 2012 года в поединке против «Майами» выбил свой первый хоум-ран.
Был в заявке на чемпионский постсезон 2011 и постсезон 2012.